# Hasegawa Tōhaku
Hasegawa Tōhaku (japanisch 長谷川 等伯; * 1539 in der Provinz Noto (heutiges Nanao); † 1610 in Edo) war ein japanischer Maler während der Azuchi-Momoyama-Zeit. Er schuf Tuschezeichnungen, farbige Porträts, Tier- und Naturmalereien.

## Werdegang
Hasegawa begann seine künstlerische Laufbahn mit Zeichnungen für buddhistische Klöster in der Provinz Noto. Er ging nach Kyōto, als er etwa 30 Jahre alt war, und entwickelte dort einen eigenen Stil von Tuschemalerei, der aus der Kanō-Schule hervorging, die Zeichnungen aber dekorativer und großflächiger ausführte. Er arbeitete an Wandschirmen und Schiebetüren und stand damit in Konkurrenz zu dem beliebten Kanō Eitoku, mit dem er um die Gunst von Oda Nobunaga und Toyotomi Hideyoshi stritt. Tokugawa Ieyasu bestellte ihn nach Edo, wo er auch starb.

## Stellschirm Kiefernwald
Etwa 1590 schuf er das Stellschirmpaar Kiefernwald (松林図, Shōrin-zu, dt. „Kiefernhain-Bildnis“), ein Paar jeweils sechsteiliger Tuschezeichnungen auf Papier, die sich im Nationalmuseum Tokio befinden. Das Werk zählt neben den Wandmalereien eines Ahornbaums im früheren Shōun-ji (heute: Chishaku-in) zu den Nationalschätzen Japans. Jeder Schirm ist etwa 1,50 m × 3,50 m groß. Die Kiefern sind mit Tuschestrichen in unterschiedlichen Grautönen gezeichnet. Hasegawa verwendete unterschiedliche, teilweise gebündelte Pinsel und am Ende gesplissene Bambusstäbe. Die Kiefern stehen in Gruppen im Nebel, treten teilweise aus ihm hervor und entweichen in den Hintergrund. Die Form der Bäume erschließt sich dem Betrachter erst aus der Entfernung, wobei der Dunst durch die unbemalten Stellen des Papiers entsteht. Das Werk diente Hiroshi Sugimoto 2001 als Vorlage für das Werk Pine Trees, in dem er den sechsteiligen Aufbau und das Motiv mit Fotografien von Kiefern aus dem kaiserlichen Palastgarten in Tokio umsetzt. Das Museum Rietberg in Zürich widmete dem Maler 2000 eine Einzelausstellung, in der der Kiefernwald 6 Wochen lang zu sehen war.

Nationalschätze
Kiefernwald-Stellschirm, links
Kiefernwald-Stellschirm, rechts
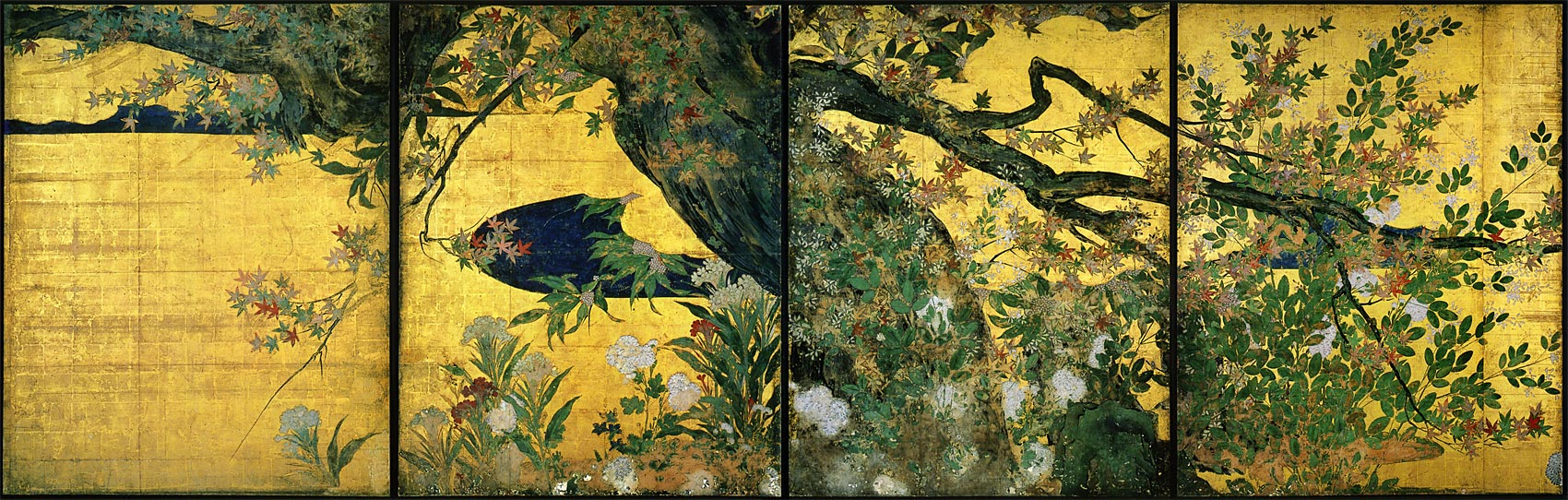
Ahornbaum